# Malek Haddad
Malek Haddad (arabisch مالك حداد, DMG Mālik Ḥaddād; geboren 5. Juli 1927 in Faubourg Lamy, Constantine, Algerien; gestorben 2. Juni 1978 in Algier) war ein französischsprachiger algerischer Schriftsteller und Dichter.
Er absolvierte seine Primar- und Sekundarschulbildung an französischen Schulen. Im Jahre 1954 schrieb er sich an der juristischen Fakultät der Universität Aix-Marseille in Aix-en-Provence ein, brach aber noch im selben Jahr das Studium ab, um bei Kateb Yacine in der Camargue als Bauer zu arbeiten.
Während des Algerienkriegs schrieb Malek Haddad Aufsätze für verschiedene Zeitschriften, beispielsweise für Entretiens, Progrès, Confluents und Les Lettres françaises. Er arbeitete für Radio France und schrieb seit 1958 Romane. Die intensivste Schaffensperiode mit Romanen, Kurzgeschichtensammlungen und Gedichten lag zwischen 1956 und 1961. Von seinen Werken gibt es Übersetzungen ins Arabische und Deutsche. In den Jahren von 1965 bis 1968 war er für die Kulturseite in der Tageszeitung an-Nasr verantwortlich. Mit dem Ende dieser Redakteurstätigkeit brach er sein literarisches Schaffen ab und übernahm verschiedene Funktionen in politischen Zusammenhängen. Dieser neue Abschnitt begann 1968 mit der Aufgabe als Kulturdirektor im Ministerium für Information und Kultur, die er bis 1972 ausführte. Zwischen 1974 und 1976 wirkte Haddad als Generalsekretär des algerischen Schriftstellerverbandes. Schließlich kehrte er in das Ministerium zurück und übernahm eine Fachberaterrolle für Studien und Forschungen zur Kulturarbeit in französischer Sprache.
Haddad starb in Algier an den Folgen einer Krebserkrankung. Er hatte eine Tochter, Safia Haddad.

## Werke (Auswahl)
- Le dernière impression. Reńe Julliard, Paris 1958
  - deutsche Übersetzung: Die Brücken tanzen. Verlag Volk und Welt, Berlin 1961
- Le quai aux fleurs ne répond plus. Reńe Julliard, Paris 1961
  - deutsche Übersetzung: Und ewig schweigt der Quai aux fleurs. Kinzelbach, Mainz 1990
- Saʼahabuki ghazālah. al-Dār al-Tūnisīyah lil-Nashr, Tunis 1968